# Neferef
Neferef war ein hoher altägyptischer Beamter, der am Ende der 1. Dynastie unter König Qaa (um 2870 v. Chr.) amtierte.
Neferef erscheint auf verschiedenen Jahrestäfelchen des Herrschers und trug den Titel „Aufseher der Handwerker des Königs“ (Mḏḥ-mḏḥw-njsw). Da ein gewisser Henuka im selben Amt, jedoch auch schon unter Semerchet belegt ist, kann davon ausgegangen werden, das Neferef der Amtsnachfolger war. Das Grab von Neferef ist unbekannt.